# Big Dogz
Albums de Nazareth
The Newz
(2008) Rock'N'Roll Telephone
(2014)
Big Dogz est le 22e album studio du groupe écossais Nazareth, sorti en avril 2011.

## Big Dogz
- Paroles et musique : Dan McCafferty, Pete Agnew, Jimmy Murrison, Lee Agnew

1. Big Dog's Gonna Howl [3 min 58 s]
2. Claimed [3 min 55 s]
3. No Mean Monster [5 min 01 s]
4. When Jesus Comes To Save The World Again [6 min 24 s]
5. Radio [4 min 17 s]
6. Time And Tide [7 min 20 s]
7. Lifeboat [4 min 58 s]
8. The Toast [3 min 59 s]
9. Watch Your Back [4 min 32 s]
10. Butterfly [5 min 30 s]
11. Sleeptalker [5 min 45 s]

## CD 2 Limited Edition: Live & Unplugged
1. Big Boy [4 min 22 s]
2. Simple Solution [4 min 48 s]
3. My White Bicycle [3 min 11 s]
4. Love Hurts [4 min 15 s]
5. Open Up Woman [3 min 33 s]

## Musiciens
- Dan McCafferty (chant)
- Jimmy Murrison (guitare, piano, chant)
- Pete Agnew (basse, chant)
- Lee Agnew (batterie, chant)

## Musiciens additionnels
- Pavel Bohaty (piano "Butterfly")
- Yann Rouiller (shaker "Radio", tambourin "Lifeboat")

## Crédits
- Produit par Yann Rouiller et Jimmy Murrison
- Mixé par Yann Rouiller aux Basel City Studios (Suisse), assisté d'Alexandro Oddo
- Enregistré par Yann Rouiller et Pavel Karlik aux Sono Records (Tchéquie), assistés de Milan Cimfe et Pavel Bohaty
- Pochette : Lynda Agnew (concept et dessins), Alexander Mertsch (dessins - Gleons, Allemagne), William Stark (Graphisme - Blue Mungus), Mark Bryce (Photographie)